# Franz Dübbers
Franz Dübbers (* 8. April 1908 in Mülheim (Köln); † 24. August 1987 in Köln) war ein deutscher Boxer.
Franz Dübbers war Mitglied des SC Colonia 06, der als ältester aktiver Amateurboxverein Deutschlands gilt. Besonders in den 1920er Jahren brachte der Verein zahlreiche erfolgreiche Boxer hervor wie Dübbers, Jakob Domgörgen und Hein Müller, die 1927 alle mit Goldmedaillen von der Europameisterschaft zurückkehrten. 1924 war auch Max Schmeling kurze Zeit Vereinsmitglied und wurde von Dübbers' älterem Bruder Adolf trainiert.
Dübbers war in den Jahren 1924 (bis 51 kg), 1925 (bis 54 kg), 1926, 1927 (beide bis 57 kg) und 1928 (bis 60 kg) deutscher Meister.
1925 wurde Franz Dübbers nach einer Finalniederlage gegen Archie Rule Vize-Europameister im Bantamgewicht. Zwei Jahre später errang er in Berlin den Europameistertitel im Federgewicht. 1928 nahm er an den Olympischen Sommerspielen in Amsterdam in der Leichtgewichtsklasse teil. Er galt als einer der Favoriten, schied aber schon in der zweiten Runde überraschend gegen den panamerikanischen Meister von 1926  Pascual Bonfiglio (Argentinien) aus.
Seinen ersten Kampf als Profi bestritt Dübbers am 1. Februar 1929 in der Kölner Rheinlandhalle, wo er bis zum Ende seiner Sportkarriere im Jahre 1936 noch zahlreiche weitere Kämpfe austragen sollte. Er verlor gegen den Franzosen Pierre Calloir (dessen letzter Kampf es war), gewann jedoch einen Monat später  an gleicher Stelle gegen den Italiener Gino Giacomelli. 1931 wurde er in der Dortmunder Westfalenhalle gegen Paul Czirson deutscher Meister im Leichtgewicht. 1933 boxte er in Caracas gegen den Puerto-Ricaner Pedro Montañez um den Titel des internationalen Meisters von Venezuela im Leichtgewicht und verlor. Am 11. Januar 1936 bestritt Dübbers in der Rheinlandhalle seinen letzten Kampf gegen Landsmann Dan Schink; der Kampf endete unentschieden.